# هیو فیشر
هیو فیشر (انگلیسی: Hugh Fisher؛ زادهٔ ۱ اکتبر ۱۹۵۵) قایقران کانو اهل کانادا بود.
وی در مسابقات کشوری و بین‌المللی در مجموع برندهٔ ۱ مدال طلا، ۱ مدال نقره، ۲ مدال برنز شده‌است.